# Edictos en roca en Mansehra
Los edictos en roca en Mansehra son catorce edictos del emperador Asoka del Imperio Maurya. Los edictos están cortados en tres rocas y datan del siglo III a. C. y están escritos en la antigua escritura índica de la cultura Gandhara, karosti. Los edictos mencionan aspectos del dharma de Asoka. El sitio se presentó para su inclusión en los sitios del Patrimonio de la Humanidad y actualmente se encuentra en la lista provisional.

## Ubicación
Los edictos están inscritos en un afloramiento de una pequeña montaña rocosa en las afueras de la ciudad de Mansehra en la provincia de Jaiber Pastunjuá en Pakistán. El sitio está ubicado cerca de la carretera del Karakórum en la antigua Ruta de la Seda. La ciudad arqueológica de Taxila se encuentra al sur y Abbottabad se encuentra muy cerca al este del sitio.

## Historia
Asoka estaba consternado por la destrucción causada por su ejército durante la conquista de Kalinga y, arrepentido, más tarde incursionó al budismo. Después de convertirse en budista, Asoka visitó lugares sagrados budistas en todo el Imperio Maurya y erigió varios pilares con sus inscripciones de una nueva ley moral. Los edictos de en roca en Manshera son una de las 33 inscripciones de los edictos de Asoka que describen la expansión del budismo y su Ley piadosa o dharma.
Los catorce edictos contienen texto en la escritura karosthi, que es una escritura antigua utilizada en Gandhara. La escritura fue descifrada por primera vez por James Prinsep, después de lo cual se tradujeron los edictos de Ashoka.

## Conservación
Debido a la degradación ambiental, las rocas se están erosionando y la escritura se está desvaneciendo, haciéndolo ilegible. Para proteger el sitio, el Departamento de Arqueología y Museo de Pakistán proporcionó marquesinas para cubrir las rocas y protegerlas de las condiciones climáticas.

## Sitio del Patrimonio Mundial
En 2004, el sitio fue presentado para su inclusión en los sitios del Patrimonio Mundial de la UNESCO por el Departamento de Arqueología y Museos de Pakistán. Se presentó en los criterios culturales ii, iii y vi.